# Auditorium Comunale di Cagliari
L'Auditorium Comunale è un teatro di Cagliari, situato in piazzetta Dettori, nel quartiere della Marina. Ha sede nella ex chiesa di Santa Teresa.

## Storia e descrizione
La chiesa di Santa Teresa venne eretta nel corso del XVII secolo dai Gesuiti. La costruzione venne completata nel 1691, data che compare in una lapide posta sulla facciata. Adiacente alla chiesa si trovava il collegio dei Gesuiti, fondato nel 1611.
La Compagnia di Gesù restò nel complesso fino al 1773, anno della soppressione dell'ordine. Se ne riappropriò nel 1822, per abbandonarlo definitivamente nel 1848, quando chiesa e collegio divennero proprietà del Demanio dello Stato. Dal 1884 al 1929 la chiesa, sconsacrata, ospitò l'Archivio di Stato. Successivamente l'edificio fu sede della Gioventù Italiana del Littorio e nel 1943 subì gravi danni in seguito ai bombardamenti. Nel dopoguerra la ex chiesa cominciò ad essere utilizzata come sala per concerti. L'interno venne definitivamente trasformato e adattato alla funzione di auditorium tra il 1982 e il 1984. L'esterno dell'auditorium è caratterizzato dalla cupola su tamburo ottagonale, visibile dalla via Principe Amedeo. La facciata si sviluppa su due ordini, divisi da una trabeazione, retta dalle quattro lesene che scandiscono l'ordine inferiore. Il prospetto presenta coronamento a "lucerna di carabiniere", ovvero a doppia inflessione. All'apice è presente lo stemma della Compagnia di Gesù. All'interno, dopo i lavori degli anni ottanta, non è più possibile leggere l'originaria pianta della chiesa di Santa Teresa, a croce latina, navata unica, transetto e cappelle laterali. Una seconda, profonda e definitiva ristrutturazione tra il 1998 e gli inizi del 2000, portò il teatro a essere definito dai cittadini la “bomboniera” di Cagliari.
Nello stesso 2000 l’allora amministrazione comunale decise di assegnare tramite bando pubblico il teatro. Vinse il bando Luca Lai (fondatore azienda Niloluce), direttore fino alla fine del 2009. La nuova gestione, grazie alla volontà del Comune di Cagliari, valorizzerà questo stupendo teatro aprendolo maggiormente alla città e alle compagnie teatrali di qualità prive di uno spazio proprio.
Gli amanti del teatro hanno un nuovo spazio situato oltretutto nel quartiere Marina, sempre più cuore pulsante della città.
Fine 2009 è diventato anche la sede della Scuola d'Arte Drammatica di Cagliari (tra le più prestigiose d'Italia) diretta da Lelio Lecis. Dal gennaio 2010 è partita la stagione dell'Auditorium Comunale intitolata “Cagliari a teatro”.